# Багнець
Багнець — річка в Україні, у Косівському районі Івано-Франківської області, ліва притока Пістиньки  (басейн Дунаю).

## Опис
Довжина річки приблизно 9 км. Формується з багатьох безіменних струмків.

## Розташування
Бере початок на південному заході від села Текуча. Тече переважно на південний схід через село Космач у національному природному парку «Гуцульщина» і впадає у річку Пістиньку, праву притоку Пруту.